# Tarhavaspataka
Tarhavaspataka település Romániában, Moldvában, Bákó megyében.

## Fekvése
A Tatros mellékfolyója, az Áldomás-pataka mellett, a Budáka-csúcs (955 m) lábánál fekvő település. A település mellett húzódik a Magyar Királyság 1920 előtti határa.

## Nevének eredete
A havas szó jelentése a székelyek és csángók körében hegy, míg a tar előtag arra utal, hogy a falut környékező hegyeket nem borították fák.

## Története
Tarhavaspataka korábban Gyimesbükk része volt. Onnan vált ki 1956-ban.
1956-ban 689 lakosa volt, 2002-ben 874 lakosából 691 román, 145 magyar volt, valamint 35 vallotta magát csángónak.

## Látnivaló
Római katolikus kápolnája 1995 - 2005 között épült, Szent Erzsébet tiszteletére van felszentelve.